# Läppstift

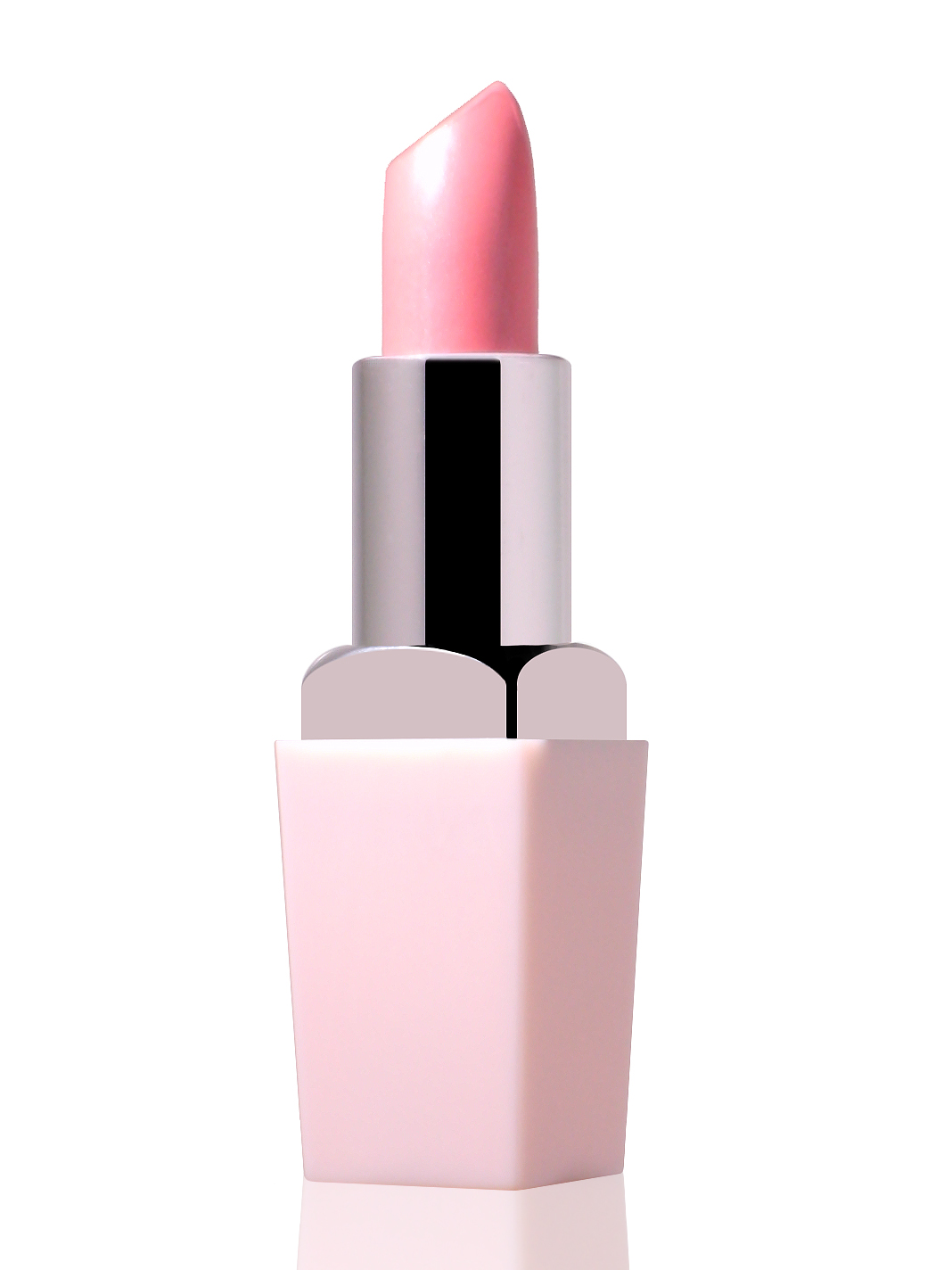
Modernt läppstift.

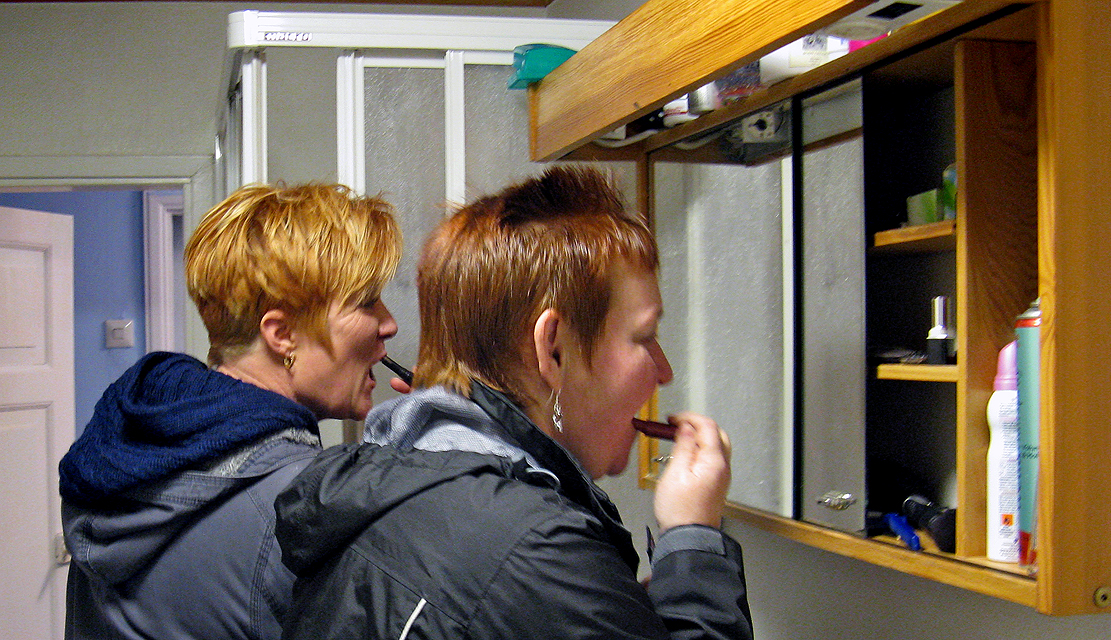
Två kvinnor står framför badrumsspegeln och applicerar läppstift inför en utekväll.

Läppstift är en hylsa innehållande smink att måla läpparna med.
Läppstift har använts sedan antikens Egypten då det var socialt accepterat för båda könen och ansågs ha en magisk kraft. Till en början användes röd ockra som blandades med vatten och duttades på läpparna. Bruket kom via Grekland och Rom till övriga Europa. Under medeltiden sminkade sig även nunnor vilket torde bero på att många kom från högre samhällsklasser. Klostren var även viktiga producenter av läppstift som tillverkades av blod och fett, ibland tillsammans med arsenik, samt krossade fiskfjäll.
Det moderna läppstiftet uppfanns 1883 i Frankrike. Det var tillverkat av bivax och ricinolja blandat med färg, och blev populärt på teatern genom den berömda skådespelerskan Sarah Bernhardt. Först på 1920-talet blev läppstift mode.